# Сефедин Пустина
Сефедин Пустина (на албански: Sefedin / Sefadin / Sefeddin / Sefaddin Pustina) е албански революционер, лидер на Охридско-Дебърското въстание в 1913 година.

## Биография
Роден е в западномакедонския град Дебър, тогава в Османската империя. В 1912 година става кмет на Дебър. Роднина е на революционерите Нуредин Пустина и сина му Али Пустина.
Става революционер и оглавява Албанския революционен комитет, съпротивляващ се срещу установилата се след Междусъюзническата война в 1913 година сръбска власт в Дебърско. От 12 до 17 август 1913 година води преговори с ВМОРО в Елбасан и постига споразумение за съвместно въстание. Според постигнатото съгласие Албанският комитет оставя политическото и военното ръководство на ВМОРО и издава писмено пълномощно на Петър Чаулев, Павел Христов и Милан Матов да застават начело на всички албански чети в Дебърско, Полога и Кичевско.
Пустина взима участие в последвалото през септември Охридско-Дебърско въстание, довело до освобождаването на Дебър. Сръбските военни и админстрация са прогонени и на тяхно място се установява временно управление на Дебър, в което влиза и Сефедин Пустина. Той участва не само в организирането на самото въстание, но и в организирането на защитата от сръбски военни репресии, особено при боевете в Петрино и Маврово.